# 주먹

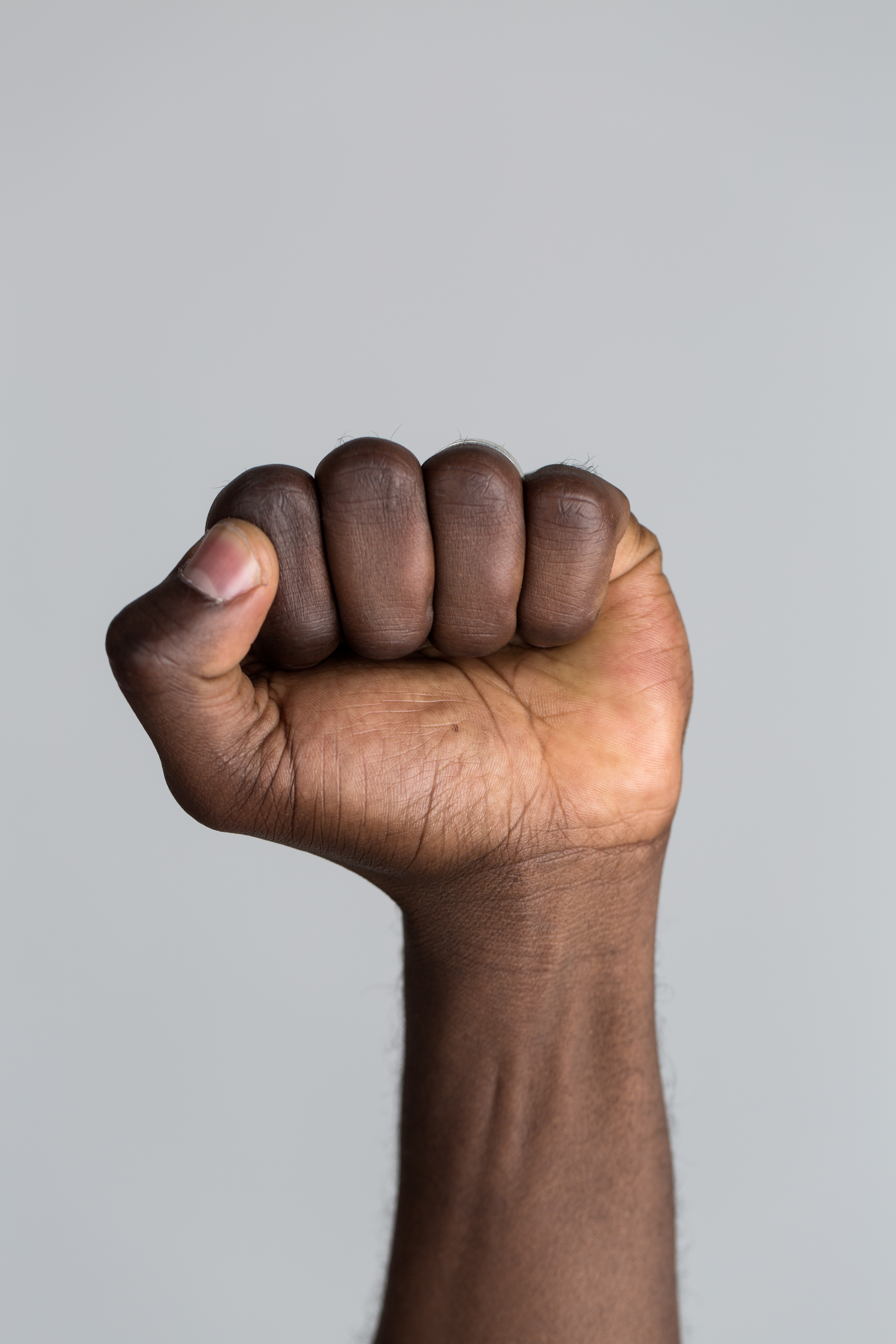
주먹을 불끈 쥔 모습

모든 손가락을 구부려 쥐었을 때 이를 주먹이라고 한다. 주먹은 가장 원시적인 투쟁 수단이자 무기이며, 많은 무술, 격투기에 주먹을 사용한 동작이 존재한다. 굳게 쥔 주먹은 혁명, 저항, 권력을 상징한다. 가위바위보에서는 가위를 이기며, 보에게 진다.

## 어원
주먹은 본디 '줌-'과 '-어귀'가 합쳐진 '주머귀'였다. 이 '-어귀'는 '손아귀'의 '-아귀'와 같다.

## 신생아의 주먹
신생아들은 주먹을 쥔 채로 태어난다. 4주 정도는 계속 주먹을 쥐고 있다가 점차 손을 펴기 시작하여 12주 정도 되면 완전히 손을 편다.

## 폭력 수단
주먹은 발차기와 더불어 사람이 가장 쉽게 폭력을 저지를 수 있는 수단이다. 주먹은 흉기가 아니라 신체의 일부이므로, 대한민국에서 주먹으로만 때리는 것은 특수폭행죄가 아닌 일반 폭행죄로 처벌된다.

## 무술에서
주먹 권(拳)자를 쓰는 운동답게, 권투와 태권도의 핵심은 주먹이다. 주먹을 제대로 쥐고 빠르게 휘두르는 것이 기본이 된다.

## 같이 보기
- 주먹질
- 주먹감자
- 권투
- 태권도
- 가위바위보
- 불끈 쥔 주먹